# Dominique Cerutti
Dominique Cerutti, né le 3 janvier 1961 à Manosque en France, est un homme d'affaires français. Il est président-directeur général du groupe Altran de juin 2015 à décembre 2020.

## Carrière

### Débuts professionnels
Ingénieur diplômé de l'ESTP, Dominique Cerutti commence sa carrière pour la société française Bouygues en Arabie saoudite, pays dans lequel il réside pendant deux ans.

### IBM
En 1986, il rejoint la compagnie américaine IBM en tant qu'ingénieur commercial. Il commence dans la division Personal Systems Group d'IBM pour l'Europe de l'Ouest, puis devient directeur général d'IBM Global Services, pour l'Europe de l'Ouest puis pour l'ensemble de la région EMEA (Europe, Moyen-Orient et Afrique). En 2005, il devient le directeur général d'IBM pour l'Europe, le Moyen-Orient et l'Afrique.

### NYSE-Euronext
En 2009, il devient le Directeur général adjoint de NYSE et PDG d'Euronext Paris. Il souhaite réviser la directive MIF (marchés d'instruments financiers).
En novembre 2013, il quitte le poste de directeur général adjoint de NYSE pour devenir PDG d’Euronext.
En 2014 il conduit l'introduction en bourse du groupe (IPO) Euronext et s'éloigne de l'héritage de son prédécesseur Jean-François Théodore. En septembre 2014, il annonce un plan d'innovation produits et un programme d'économies liées à l'exploitation sur les trois prochaines années. Ceci pour atteindre une croissance du chiffre d'affaires annuel.
Dominique Cerutti s'est opposé à la proposition de la Commission européenne d'une taxe sur les transactions financières, indiquant que « Nous sommes dans un contexte où l’ensemble des acteurs institutionnels repositionnent les marchés de capitaux dans un cadre règlementaire qui est bien meilleur et salutaire afin de s’assurer qu’ils financent l’économie. Cette taxe est donc bien la dernière chose dont nous aurions besoin dans nos efforts ». Il s'est également déclaré en faveur d'une réglementation accrue et d'une plus grande transparence des marchés, seules solutions selon lui pour réduire les risques.

### Altran
Le 18 juin 2015, il est nommé président-directeur général du groupe Altran. Dans le cadre du plan stratégique de 2015, il lance une politique d’acquisitions notamment avec Tessella, entreprise de data science, Synapse, société américaine d'intégration informatique, Lohika société d'ingénierie logicielle et Benteler Engineering, spécialiste allemand des services d’ingénierie pour l’industrie automobile,.
En 2017, il lance l’acquisition de l'entreprise Information Risk Management, une entreprise de cybersécurité basée au Royaume-Uni et de GlobalEdge, une société d'ingénierie de produits basée en Inde, spécialisée dans la connectivité IoT et les logiciels embarqués,.
En novembre 2017, il engage la plus grosse transaction du groupe avec le rachat de la société Aricent pour 1,7 milliard d'euros, ce qui fait du groupe le leader mondial des services d’ingénierie, recherche et développement,.
En avril 2020, Dominique Cerutti finalise avec Paul Hermelin l’offre publique d’achat de Capgemini sur Altran à 3,6 milliards d’euros pour « s'imposer en leader mondial des industries intelligentes »,.
Le 22 décembre 2020, est annoncé le départ de Dominique Cerutti au 31 décembre. Pendant les huit mois précédents son départ, il est notamment à l'œuvre, pour intégrer Altran à Capgemini.

## Vie privée
Il est marié et père de deux enfants.

### Tentatives de modifications de l'article Wikipédia
En mai 2020, une enquête menée par des administrateurs de l'encyclopédie collaborative Wikipédia soupçonne plusieurs comptes contributeurs de la présente page d'être liés à des agences de communication visant à améliorer favorablement son image.